# Jaume Costa
Jaume Vicent Costa Jordá (Valencia, 18 marzo 1988) è un calciatore spagnolo, difensore svincolato.

## Carriera

### Club
Cresciuto nelle giovanili del Valencia, nell'estate 2009 passa in prestito per una stagione al Cadice prima di essere ingaggiato a parametro zero dal Villarreal nell'estate successiva.
Il 13 agosto 2019 fa ritorno al Valencia in prestito annuale.
Terminato il prestito torna al Villarreal in cui trova poco spazio (seppur vincendo l'Europa League), restando svincolato dal club a fine stagione.
Il 7 luglio 2021 firma per il Maiorca.

## Palmarès

### Competizioni internazionali
- UEFA Europa League: 1

Villarreal: 2020-2021